# Čokrlije
Čokrlije (en serbe cyrillique: Чокрлије) est un village du nord-est du Monténégro, dans la municipalité de Bijelo Polje.

## Démographie

### Évolution historique de la population[1]
| 1948 | 1953 | 1961 | 1971 | 1981 | 1991 | 2003 |
| ---- | ---- | ---- | ---- | ---- | ---- | ---- |
| 245  | 225  | 224  | 253  | 169  | 141  | 144  |